# El cerco (película)
El cerco es una película en blanco y negro de Argentina coproducida con Francia, dirigida por Claude Boissol sobre su propio guion según la obra El cerco roto de María Luisa Rubertino que fue producida en 1959 pero nunca fue estrenada comercialmente. La película fue rodada en la provincia de Mendoza y tuvo como protagonistas a Jorge Salcedo, Edda Vermond, Corrado Corradi y Mario Savino.

## Sinopsis
Un extraño triángulo-rectángulo entre un viñatero, su cuñada, su hermano y su madre posesiva.

## Reparto
- Jorge Salcedo
- Edda Vermond
- Corrado Corradi
- Mario Savino
- Catherine Zago
- Jesús Pampín
- Julia Pla
- Manuel García Beriaen
- Elías D'Elescar
- Mateo Martínez
- Manuel Antón
- Luis del Pla
- Francisco Lizzio
- José Fernández
- Alba Mujica